# ビシュヌプリヤ・マニプリ語
ビシュヌプリヤ・マニプリ語 (ビシュヌプリヤ・マニプリご、ইমার ঠার/বিষ্ণুপ্রিয়া মণিপুরী,Imarthar) は、インド・イラン語派インド語派のマガダ語（東部語群）のうちベンガル・アッサム語に分類される言語。話者は、インドのアッサム州、トリプラ州及びマニプル州並びにバングラデシュなどに11万5,000人いると推定されている。ビシュヌプリヤ・マニプル語、ビシュヌプリヤ語、ビスナ・プリヤ語、ビシュヌプリヤ・マニプリなどとも呼ばれる。マニプリはマニプル州のマニプルが由来である。ベンガル語とメイテイ語のクレオール言語とされてきたが、近年では古ベンガル語の特徴が指摘されている。言語コードはISO 639-1 では存在せず、ISO 639-3では bpy。

## 言語名別称
- ビシュヌプリヤ・マニプル語
- ビシュヌプリヤ・マニプール語
- ビシュヌプリヤ・マニプリ
- ビシュヌプリヤ語
- ビスナ・プリヤ語
- ビシュヌプリヤ・マニプリ
- Bishnupria Manipuri
- Bishnupuriya
- Bisna Puriya

## 方言
- Rajar Gang (bpy-raj)
- Madai Gang (bpy-mad)